# Otto Lagerfeld
Pour les articles homonymes, voir Lagerfeld.
Christian Ludwig Otto Lagerfeld (né le 20 septembre 1881 à Hambourg, mort le 4 juillet 1967 à Baden-Baden) est un entrepreneur allemand qui a fait fortune dans la fabrication du lait concentré. Il est le père du grand couturier Karl Lagerfeld.

## Biographie
Otto Lagerfeld est fils d'un commerçant en vin de Hambourg. Il était marié avec Elisabeth Bahlmann (1897–1978), fille de Karl Bahlmann (de), un politicien de Westphalie, membre du parti Zentrum,.
Otto Lagerfeld est apprenti dans une entreprise de commerce de café de Hambourg ; ensuite, et après son service militaire, il se rend en 1902 à Maracaibo (Venezuela) pour l'entreprise hambourgeoise Van Dissel, Rode & Co sur un contrat  de 9 ans, mais il y met fin prématurément et se rend aux États-Unis où un de ses frères vit à San Francisco. C'est là  qu'il entre dans la Carnation Company, l'un des principaux fabricants de lait en conserve. Il voyage, pour cette entreprise, dans plusieurs régions du monde pour la prospection et la promotion du lait en conserve, en particulier dans les pays où la production de lait frais est insuffisante. À partir de 1908, Lagerfeld exerce son activité à Vladivostok, où il introduit le lait en conserve Carnation sous la marque Gvozdika (œillet) et réalise rapidement un chiffre d'affaires important. À partir de 1913, il est interné à Verkhoïansk. En 1918, il retourne en Allemagne, travaille brièvement comme acheteur et fonde en 1919 la société Lagerfeld & Co d'importation du lait en conserve Carnation. À cette époque, le lait concentré non sucré en conserve  devient populaire en Allemagne. En 1923, Lagerfeld lance sa propre marque sous le nom de « Glücksklee » et conçoit l'étiquette rouge et blanche caractéristique avec une feuille de trèfle verte. La Glücksklee Milchgesellschaft mbH de Lagerfeld, fondée en 1925 et basée à Hambourg, est la première entreprise allemande spécialisée dans ce domaine ; Lagerfeld en devient directeur général et réalise une expansion rapide. Le lait Glücksklee est d'abord importé, mais à partir 1926, il est produit dans l'usine de l'entreprise à Neustadt in Holstein, principalement en raison de droits de douane croissants. En 1937, deux autres usines sont ajoutées, à Waren (au Mecklembourg) et Allenburg (en Prusse orientale). Au cours de la Seconde Guerre mondiale, des changements considérables sont apportés au programme de production. La production de lait en conserve doit être arrêtée en raison du manque de fer blanc, et est remplacée par la production de lait en poudre. La société a pour client  l'armée allemande. Conséquence de la guerre, les usines de Waren et d'Allenburg ne sont plus en territoire allemand. Mais l'entreprise renaît rapidement, et Lagerfeld fait de la Glücksklee Milchgesellschaft mbH le premier producteur allemand de lait en conserve. Il quitte l'entreprise en 1957 et passe la dernière décennie de sa vie à Baden-Baden. Même si Otto Lagerfeld exerçait ce métier, Karl Lagerfeld, son fils, racontait aux médias que son père était un baron suédois.
Otto Lagerfeld et sa famille étaient membres de l'Église vieille-catholique.